# Municipio de Cross Timbers
El municipio de Cross Timbers (en inglés: Cross Timbers Township) es un municipio ubicado en el condado de Hickory en el estado estadounidense de Misuri. En el año 2010 tenía una población de 605 habitantes y una densidad poblacional de 4,9 personas por km².

## Geografía
El municipio de Cross Timbers se encuentra ubicado en las coordenadas 38°1′35″N 93°15′8″O / 38.02639, -93.25222. Según la Oficina del Censo de los Estados Unidos, el municipio tiene una superficie total de 123,57 km², de la cual 122,66 km² corresponden a tierra firme y (0,74 %) 0,92 km² es agua.

## Demografía
Según el censo de 2010, había 605 personas residiendo en el municipio de Cross Timbers. La densidad de población era de 4,9 habitantes por kilómetro cuadrado. De los 605 habitantes, el municipio de Cross Timbers estaba compuesto por el 97,52 % blancos, el 0,17 % eran afroamericanos, el 0,33 % eran amerindios, el 0,66 % eran de otras razas y el 1,32 % eran de una mezcla de razas. Del total de la población el 1,65 % eran hispanos o latinos de cualquier raza.